# Searsia rimosa
Searsia rimosa är en sumakväxtart som först beskrevs av Eckl. & Zeyh., och fick sitt nu gällande namn av Moffett. Searsia rimosa ingår i släktet Searsia och familjen sumakväxter. Inga underarter finns listade i Catalogue of Life.